# Plaumannister volitans
Plaumannister volitans är en skalbaggsart som beskrevs av August Reichensperger 1958. Plaumannister volitans ingår i släktet Plaumannister och familjen stumpbaggar. Inga underarter finns listade i Catalogue of Life.